# (45802) 2000 PV29
(45802) 2000 PV29とは、キュビワノ族に属する太陽系外縁天体の1つである。
2000 PV29は、2000年8月5日にマシュー・J・ホルマン (Matthew J. Holman) によって発見された。離心率が0.0093と極めて円に近く、軌道が確定しているキュビワノ族の中では最も円に近い。また、軌道傾斜角も1.18度とほとんど傾いていない。絶対等級は8.0であり、直径は111kmと推定されている。